# Каванабе Кійосай
Каванабе Кійосай (*河鍋 暁斎, 18 травня 1831 — 26 квітня 1889) — японський художник жанру укійо-е. Використовував псевдоніми Сейсей Кійосай, Сюрансай, Байга Додзін.

## Життєпис

### Молоді роки
Походив з самурайського роду Каванабе. Другий син Каванабе Кіемона. Народився у 1831 році в Коґа, отримавши ім'я Нобуюкі, а після церемонії гемпуку — Сюдзабуро. У 1832 році разом з родиною перебрався до міста Едо (столиці сьогунату Токугава), де його батько став начальником пожежної охорони.
З ранніх років виявив художні здібності. За легендою, в 3-річному віці намалював свою першу жабу. Настільки схоже, що його мати негайно вирішила: хлопчик буде художником. У 1837 році почав навчання малювання в школі відомого художника стилю укійо-е Утаґава Кунійосі. У 1840 році поступив до майстерні Маемури Тови (зі школи Кано), який дав йому прізвисько Сутуґакі («Демон живопису»). При цьому друга частині ім'я — «ґакі» в середньовічній буддійської міфології називали вічно голодних демонів, також це слово має значення «малюк», «шибеник».

### В школі Кано
У 1848 році він перейшов до майстерні Кано Тохаку Тансін, головного відділення школи Кано, де написав свою першу відому роботу «Бісамон». У 1849 році він завершив своє формальне навчання і отримав художню ім'я Кано Тоїку Норіюкі.
Після цього став співпрацювати з художником Цубоямой Тодзаном, але в наприкінці 1852 року у них вийшов конфлікт через розпусну поведінку Кійосая. У 1854 році він розірвав зв'язок зі школою Кано і розпочав власну кар'єру. Незважаючи на це, він до 1859 року регулярно відвідував школу Кано, де продовжував вчитися.

### Самостійна діяльність
У 1857 році він одружився з першою зі своїх чотирьох дружин Окійо (донькою художника Судзукі Кіїті) і відкрив власний магазин. У 1859 році помирає дружина. Через декілька місяців оженився вдруге — на Тосе, доньці Сакакібара Кенкіті, майстра бойових мистецтв. У 1860 році у нього народився син Сьодзабуро. Але того ж року помирає батько, наступного — старший брат художника. 1863 рік вважається початком основного періоду творчості Каванабе Кійосая як майстра гравюр. У цей час було створено близько 60 робіт.
Водночас своїми карикатурами брав участь у політичному житті Японії. До революції Мейдзі 1867 року Кійосая тричі ув'язнювали з політичних мотивів, але навіть після повалення сьогунату Токугава, він продовжував створювати політичні карикатури. 1867 року оженився на Тіке, доньці служителя храму Ріннодзі, яка 1869 року народила художникові доньку.
З 1869 по 1872 рік брав участь у створенні альбому «Подорож пеклом і раєм», який був створено для його покровителя, в пам'ять про його дочки, яка померла в ранньому віці. Роботи були сповнені почуттям гумору і були покликані показати, що донька патрона, померши, бере участь у святі загробного світу, який населено виключно красивими і талановитими людьми.
У 1870 році був учасником святкування з приводу виходу книги поета Кікакудо Удзяку, які проходили в одному з ресторанів. Під час застілля Кійосай неабияк напився і зробив декілька малюнків в яких в сатиричній формі зобразив представників влади. Незабаром його було заарештований і запроторено під варту. Там він утримувався протягом декількох місяців, а потім, в січні 1871 року, був засуджений до 50 ударів батогом, після чого був відпущений. У в'язниці він досить сильно пошкодив здоров'я і до кінця 1871 роки не займався малюванням. 1872 року померла мати.
У 1873 та 1878 роках зі своїми картинами брав участь у Всесвітніх виставках відповідно у Відні та Парижі. У 1874 році став співпрацювати з першим журналом манги «Есінбун Нірронті». У 1876 році познайомився та затоваришував з американським етнографом Ернестом Феноллоза і британським архітектором Джосайя Кондером. З кінця 1870-х років його головним покупцем стає шотландський колекціонер Вільям Андерсон.
1885 року померла третя дружина Тіка. Сам Каванабе Кійосай помер у 1889 році від раку шлунку. Похований на кладовищі храму Зуіріндзі в Токіо. На могилі встановили камінь у формі жаби.
Музей Кійосая було відкрито лише в 1977 році в Саїтамі стараннями його правнучки Каванабе Кусумі. До нього увійшли роботи самого художника, які збирала і зберігала дочка Кійосая і її діти. Перша виставка робіт Каванабе Кійосая, присвячена 120-й річниці його смерті, відбулася лише в 2008 році в Національному Музеї Кіото.

## Творчість
Спочатку молодий художник звернувся до пейзажу і рано здобув популярність. Свої багатобарвні пейзажні листи він підписував Тікамаро. Ранні ксилографії мають мало спільного з більш пізніми роботами. Вони виконані за всіма законами зображення пейзажів укійо-е. В композиціях, вміло і правильно скомпонованих, присутні всі обов'язкові в цьому жанрі елементи, але індивідуальність майстра тут ще малопомітна.
На відміну від багатьох японських художників, брав активну участь в політичному житті країни. Його карикатури і політичні малюнки в безлічі гравюрних відтисків розходилися серед населення і викликали гнів і репресії уряду. Один лист називався «Процесія жаб». У центрі зображено гладку жабу, що сидить на паланкіні, який несуть кілька жаб-слуг. За паланкіном з великим листом, як з віялом, поспішає жабеня. Навколо — в обладунках воїнів, з мечами, суворо напищені жаби-охоронці. Ця забавна процесія — глузлива пародія на знатних феодалів. Головна, з комічною важливістю набичена жаба пародіює даймьо, в охоронцях можна дізнатися войовничих самураїв. За цей малюнок художника було запроторено до тюремного ув'язнення. За легендою, вийшовши на свободу, художник зробив інший малюнок пензлем під назвою «Зміна місць. Жаби страчують змію». У цій композиції жаби представлені в героїчному світлі. Вони вбивають величезну змію, що люто роззявила пащу. В цьому вбачать антисьогуновські та антифеодальні настрої митця.
Його наступні роботи були написані в стилі, відомому як кйога (божевільні зображення), від якого походить його власне ім'я Кійосай. У 1860-х роках створив відому серію гравюр «Гьорецу Токайдо» (1863—1864 роки), що була присвячена візиту сьогуна Токуґава Іємоті в Кіото у 1863 році, серію «Сто картин Кійосая» (Кійосай хиакудзу). У співпраці з Утаґава Кунісадою і іншими художниками він створює ілюстрації до кількох новел і романів.
Незалежність від традиції, в сенсі вільної її інтерпретації, а не ремісничого копіювання, точність малюнка, майстерність композиції, гумор зближують Кійосая з майстром укійо-е Кацусіка Хокусай. Окремі роботи з альбомів «Історія живопису в викладі Кійосая» (4 томи) та «Зібрання зображень соколів і інші сюжети» (5 книг) по загальній монументальності навіть перевершують Хокусая.
В останні роки він лише трохи місця став приділяти кольоровий ксилографії в своїй творчості, перейшовши до свиткового поліхромного живопису водяними фарбами і одноколірної тонової гравюри, яка була поширена в Японії до винаходу кольорового друку з багатьох дощок. Особливо Кійосай любив зображати соколів і воронів. Його чорні ворони вважаються кращими в гравюрі укійо-е. У 1881 році за картину з однією вороною отримав 100 йєн (в перерахунку на сучасні гроші — 1 млн йєн).
Є автором біографічної праці про себе й своє мистецтво «Трактат про живопис Кійосай» («Кійосай-ґадан»), що складено 1885 року. Це також своєрідний підручник живопису, де автор пояснює основи перспективи і анатомію людського тіла, всіляко закликаючи художників вивчати це.